# Авиация гражданской войны в Нигерии
Весь период гражданской войны в Нигерии в небе подавляющее превосходство сохраняла федеральная авиация, так как ВВС Биафры были крайне малочисленными. Среди пилотов и техников враждующих сторон была значительная доля европейских наёмников. Помощь в освоении летательных аппаратов также оказывали государственные военные специалисты.

## Авиация сторон

### Нигерия
С началом войны лётчиков у федералов катастрофически не хватало, поскольку большинство профессиональных военных пилотов (игбо по национальности) присоединились к армии Биафры. Великобритания — союзник центрального правительства — отказалась продать боевые самолёты. В связи с этим власти запросили помощи у СССР.
Накануне и в ходе конфликта ВВС Нигерии располагали следующими машинами.
| Модель           | Страна-производитель | Количество | Пометки                                       |
| ---------------- | -------------------- | ---------- | --------------------------------------------- |
| МиГ-17Ф          | СССР                 | 27         |                                               |
| МиГ-15УТИ        | СССР                 | 20         |                                               |
| Ил-28            | СССР                 | 6          |                                               |
| Aero L-29 Delfin | Чехословакия         | 16         | предоставлены с подачи советского руководства |
| Dornier Do 27    | ФРГ                  | 20         |                                               |
| Piaggio P.149D   | ФРГ                  | 14         |                                               |
| Nord Noratlas    | Франция              | 10         |                                               |

### Биафра
Биафрийцы создали небольшие, но эффективные воздушные силы. Первым командующим авиации сепаратистов был Чуд Соки, после — Годвин Эзейло. Оба прошли подготовку у канадских авиаторов.
В Биафре с самого начала уделили большое внимание созданию собственных ВВС. Первоначально ограничились покупкой нескольких транспортных самолётов для перевозки нелегально закупленного вооружения, а позже приобрели боевые.
За весь период конфликта биафрийцы располагали следующими машинами.
| Модель                       | Страна-производитель | Количество | Пометки                                                                          |
| ---------------------------- | -------------------- | ---------- | -------------------------------------------------------------------------------- |
| Malmö MFI-9                  | Швеция               | 5          |                                                                                  |
| Douglas B-26 Invader         | США                  | 2          | предоставил торговец оружием Пьер Лорейс                                         |
| North American B-25 Mitchell | США                  | 2          |                                                                                  |
| de Havilland Dove            | Великобритания       | 2          |                                                                                  |
| Fokker F27 Friendship        | Нидерланды           | 1          | ранее принадлежал авиакомпании Nigeria Airways, использовался как бомбардировщик |
| Douglas DC-3                 | США                  | 1          | использовался как бомбардировщик                                                 |
| North American T-6 Texan     | США                  | 4-6        |                                                                                  |

## Участие иностранцев
Для помощи с освоением советской военной техники в Нигерию прибыли египетские и чехословацкие военнослужащие. Помимо них, при правительственной авиации работали наёмники из Австралии, Великобритании, Родезии и ЮАР. Их вербовал Джон Питерс. Примечательно, что за иностранных лётчиков в ВВС Биафры отвечал Алистер Уикс, бывший сослуживец Питерса по «Коммандо 5». В наёмнических кругах ходила история о том, что последний как-то позвонил первому и сказал: «не набирай людей для Биафры. Я не хочу, чтобы мои парни сражались с твоими». Среди наиболее известных пилотов-наёмников, воевавших за Биафру, были поляк Ян Зумбах, француз Жан Боннэ, немцы Генрих Вартски, Фридрих Герц, швед Карл Густав фон Розен.

## Боевые вылеты
10 июля 1967 года ВВС Биафры атаковали аэродром в Макурди, где сгорело несколько гражданских DC-3, использовавшихся для переброски вражеских войск. В операции участвовал Зумбах. На следующий день одиночный B-26R атаковал аэродромы в Лагосе и Кано, но безрезультатно. 26 июля В-26 и трофейный DC-3 атаковали эсминец «Нигерия» недалеко от Порт-Харкорта. 12 августа сепаратисты проводят бомбардировки вдоль реки Нигер. 30 августа правительственные МиГи нанесли удар по аэродрому Онитша. 10 сентября они смогли уничтожить на земле один В-26 в Энугу. 7 октября во время ночного налёта на Лагос был потерян биафрийский «Фоккер» (пять белых наёмников погибли) — на его борту взорвалась самодельная бомба.
С ноября 1967 года развернула активные действия ударная авиация Нигерии, причём целями нападения стали не военные объекты и позиции биафрских войск, а гражданская инфраструктура и городские кварталы. Это делалось для того, чтобы посеять панику среди мирного населения, подорвать экономику мятежной провинции.
Почти всю осень и зиму авиация сторон не проводила воздушные рейды ввиду нехватки запчастей. Позже в небе «горячей точки» появились Ил-28. Самолёты, пилотируемые египтянами и чехословаками, использовались для ковровых бомбардировок объектов (как гражданских, так и военных) на территории Биафры. После того, как в мае 1968 года жертвы мирного населения превысили две тысячи человек налёты были прекращены. В это время биафрийцы практически бездействовали в воздухе из-за технических сложностей, потери машин и аэродромов.
В мае 1969 года активность биафрийской авиации возобновляется, прежде всего за счёт деятельности подразделения шведского наёмника фон Розена «Дети Биафры». 22 мая эскадрилья нанесла свой первый удар, атаковав аэродром в Порт-Харкорте. 24 мая «Дети Биафры» разбомбили Бенин-Сити, 26 мая — Энугу. 28 мая самолёты формирования вывели из строя электростанцию в Угели. 30 мая они совершили налёт на Калабар. Пилоты утверждали, что ими были уничтожены или повреждены не менее 12 самолётов нигерийских ВВС, в том числе два МиГ-17 и три Ил-28. Власти всё отрицали и заявляли о минимальном ущербе.
С августа 1969 по январь 1970 года биафрийцы и шведские наёмники совершили около трёхсот боевых вылетов, в которых было потеряно всего два самолета (оба лётчика погибли). Ещё один самолёт был поврежден на земле в результате атаки МиГ-17, однако усилиями технического персонала был введён в строй.
В июне нигерийский МиГ с британцем на борту сбил DC-7 Красного Креста. В ноябре биафрийские T-6G с португальцами на борту атаковали аэродром Порт-Харкорта, после чего нигерийские МиГи организовали патрулирование, которое закончилось сбитием одного Т-6 (победу одержал британский наёмник). 22 декабря года федералы, поддержанные МиГами и Ил-28, начали последнее наступление на войска сепаратистов.